# L'incanto dell'eloquenza
L'incanto dell'eloquenza (Sihr al-bayan) è un poema romanzesco in urdu di Mir Ghulam Hasan (1727-87). 
Quest'opera, classificata come poema romantico, fu scritta dal grande maestro della Mathnawi (poema in distici monorima) Mir Hasan nel 1785. Il poema è costituito da più di 2000 distici, segue il metro classico arabo-persiano detto Mutaqarib (endecasillabo) e fu dedicato da Hasan al sovrano mecenate Asaf al-Dawla. In esso l'autore fa parlare i diversi personaggi in un linguaggio molto naturale, che è coerente con la loro posizione sociale e appartenenza religiosa. Fu stampato per la prima volta a Calcutta nel 1805. Fa parte del patrimonio culturale indiano, ma è conosciuto in tutto il Medio Oriente.

## Trama
Narra la storia d'amore tra il principe Benazir, figlio unico di un grande re, e la principessa Badr-i Munir. La notte precedente il suo dodicesimo compleanno, Benazir venne rapito nel palazzo reale dalla fata Mahrukh, figlia del sovrano dei geni, la quale aveva perso il senno al vedere il bel giovane, tanto che, dopo il rapimento, lo condusse nel proprio regno.

Qui il fanciullo era infelice a causa dell'esilio forzato, e di ciò si accorse anche la fata, che gli donò un cavallo magico, sul quale il bel principe poteva volare ogni notte per tre ore, ovunque il suo cuore desiderasse. Durante una di queste uscite notturne, il giovane Benazir giunse in un giardino in cui scorse l'incantevole principessa Badr-i Munir. 

Inevitabilmente i due iniziarono ad incontrarsi sempre più assiduamente, fino ad innamorarsi perdutamente l'uno dell'altra; da quel momento in poi, il principe usufruì delle ore notturne di libertà solo per andare dalla sua amata. Un giorno però la fata scoprì il tradimento del suo amato principe e lo fece gettare in fondo ad un pozzo situato fra le montagne del Caucaso.

Badr-i Munir, disperata per la scomparsa improvvisa del suo bell'amato, una notte, in un sogno udì la voce del suo principe che la chiamava dal fondo del pozzo. Najm al-Nisa, la fedele ancella della principessa, mossa dal dolore della sua padrona, decise di andare alle ricerca del principe perduto e, assumendo le vesti di una suonatrice di liuto, partì affascinando con il suo dolce canto ogni creatura che incontrò nel cammino. 

Una notte passò di lì il giovane Firoz Shah, figlio del re dei geni (e quindi fratello della fata Mahrukh), il quale, rapito dalla bellezza del sublime canto della giovane ancella, decise di portarla nel suo palazzo reale. L'astuta Najm al-Nisa, sedusse il giovane a tal punto da indurlo a comandare a sua sorella l'immediata liberazione del principe Benazir. 

Nel frattempo Najm al-Nisa dichiarò il proprio amore a Firoz Shah, così tutti gli amati furono riuniti felicemente. Infine, le loro unioni vennero sancite dal matrimonio celebrato sfarzosamente presso la corte del sovrano padre di Benazir.